# Bătrâna
Bătrâna (en hongrois : Batrina, en allemand : Altendorf) est une commune du Județ de Hunedoara en Transylvanie, (Roumanie).